# چمنزار خیس

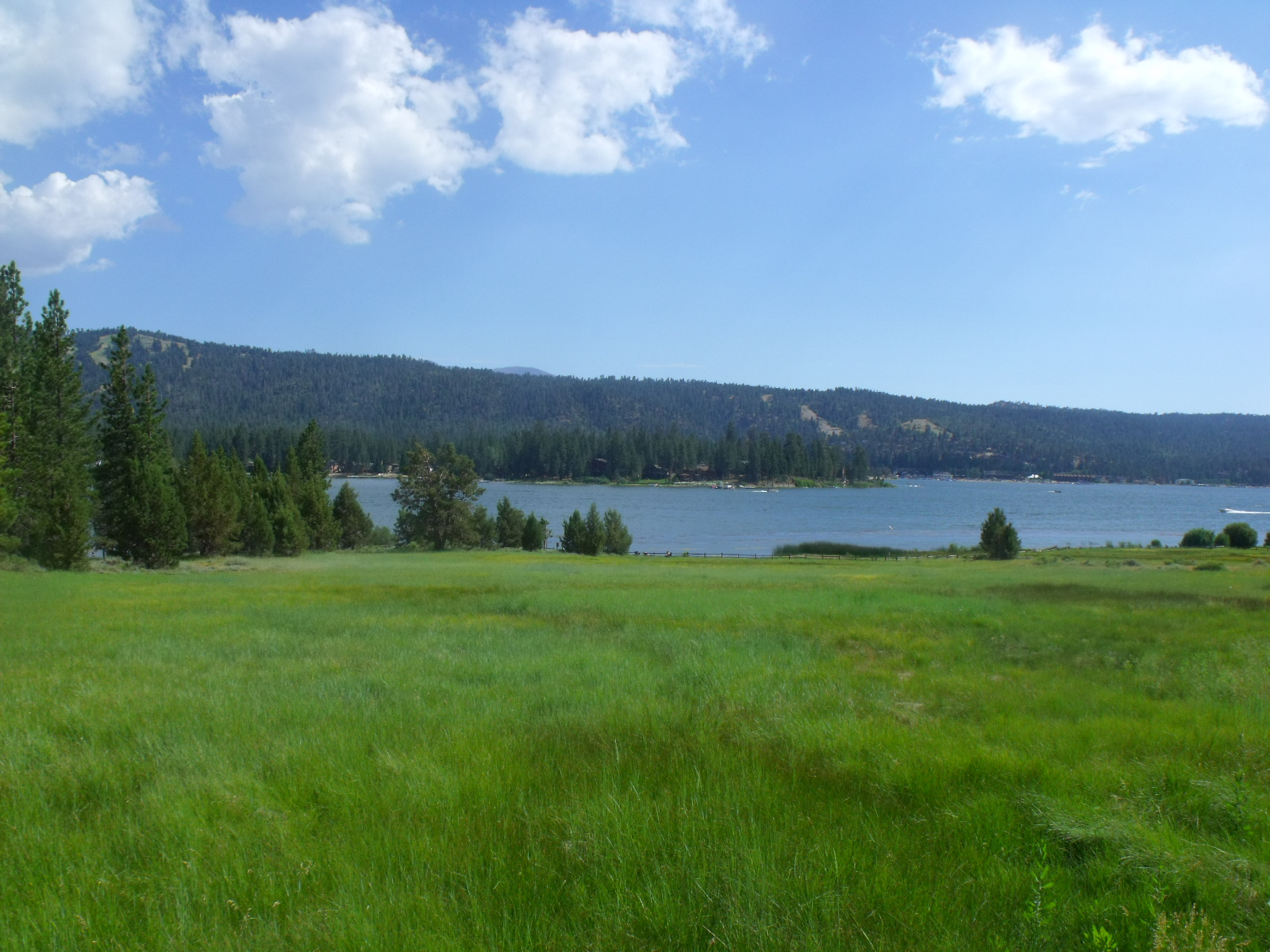
چمنزار خیس در کوه‌های سن برناردینو، کالیفرنیا، ایالات متحده

چمنزار خیس یا چمنزار نمناک (به انگلیسی: Wet meadow) نوعی تالاب با خاک‌های اشباع شده برای بخشی یا تمام فصل رشد است که از رشد درختان و درختچه جلوگیری می‌کند. این بحث وجود دارد که چمنزار خیس نوعی مرداب است یا یک نوع تالاب کاملاً جداگانه. مرغزارهای خیس و گرم‌دشت‌های خیس، از نظر هیدرولوژی مشابه هستند.